# Лукас ван Лејден
Лукас ван Лејден (1494 – 8. август 1533), такође познат и као Лукас Хугенс или Лукас Јакобс, био је холандски сликар и графичар у гравури и дрворезу.  Овај холандски бакрописац и сликар, активан у свом родном граду Лејдену, сматра се једним од првих представника холандског жанровског сликарства и једним од најбољих бакрописаца у историји уметности. Поред тога, паралелно са Албрехтом Дирером и Маркантонијем Рајмондијем најпознатији је уметник штампане графике ренесансне епохе у северној Европи.

## Биографија
У најранијој младости, у родном Лејдену, специјализовао за ову форму довевши је до највишег нивоа. Његов први бакрорез датира још из времена када му је било 14 година – пише 1604. теоретичар уметности Карле ван Мандер (1548–1606). Деликатно резбарене странице још за живота уметника су биле високо цењене, како од стране уметника, тако и колекционара. Оне су имале значајан утицај на развој европске штампане графике. 
Карел ван Мандер, такође описује Лукаса као неуморног уметника, који је као дете стварао до касних ноћних ствари што је наилазило на неодобравање његове мајке. Према Ван Мандеру, као дечак дружио се само са другим младим уметницима.
Његов највећи фан и колекционар његових графика је био Рембрант. А светли узор му је био Албрехт Дирер из Нирнберга. Дирер је забележио у свом дневнику: ”У госте ме је позвао мајстор Лукас, бакрорезац….” Тада су они измењали графике, што је била посебна почаст за двадесет година млађег уметника – и благодарећи томе што га је Дирер нацртао са беретом и фризуром дворског пажа – данас знамо како је Лукас ван Лејден изгледао. 

### Породица
Године 1515, Лукас се оженио Елизабет ван Босцххуисен, из патрицијске породице из Лејдена. Брак је био без деце. Лукас је имао ћерку Маритје, рођену у Лејдену ван брака око 1512. Након његове смрти 1533. је његова заоставштина постала разлог раздора између његове фамилије и те ванбрачне кћери, те је предмет стигао до суда. Ова ћерка Маритје ће се касније удати за сликара Дамаса Клаеса де Хоја. Њихови потомци, породица Де Хој, укључивали су истакнуте уметнике XVI и XVII века.

## Стваралаштво
У његову графичком опусу (бакропис, бакрорез и дрворез), насталом под утјецајем фламанских мајстора и Албрехта Дирера, дошли су до изражаја прецизан цртеж, чврста моделација и изразити реализам. У уљу ради историјске, митолошке, библијске и жанр-мотиве често смештене у прозрачне крајолике или амбијенте, као и портрете на којима је остварио врсну психолошку карактеризацију ликова. 

### Слике
Научио је основне технике од свог оца и од Корнелиса Енгелбрехтса, али његова прерана оригиналност је била најважнија. Не зна се где је научио гравирање, али је искористио дела Маркантонија Рајмондија, чији су мотиви прерађени у Лукасовим гравурама и сликама, и врло рано је постао веома вешт у тој уметности: најранији познат његов отисак "Мохамед и убијени монах" датира из 1508. године, када је имао можда само 14 година, али не открива ни трага незрелости у техници.
Седамнаест Лукасових слика је сигурно преживело, а још двадесет седам је познато из описа Карела ван Мандера.
Раимондијеве студије актова инспирисале су ван Лајдена у његовом каснијем раду, посебно у његовим олтарским сликама, у којима је он рани холандски усвојилац голе фигуре у италијанском стилу. Још два уметничка утицаја су били Албрехт Дирер и Јан Госарт. Дирерово мајсторство гравирања и Госартов романистички стил су снажно утицали на ван Лајденов рад.

### Графике
Лукасова штампа укључивала је верске теме и многе приказе познатих библијских сцена, укључујући обожавање мудраца, Богородицу са дететом и Свету породицу. 

#### Серија Моћ жена
Од 1513. до 1517. Лукас је створио серију дрвореза под називом „Моћ жена“, која се састојала од две велике и скупа малих графика. Серија је једна од бројних репрезентација теме Моћ жена, која је била изузетно популарна у ренесансној уметности и књижевности. Уметничка дела у жанру приказују традиционалне улоге мушкараца и жена у обрнутом смеру, при чему жене доминирају над мушкарцима у различитим ситуацијама. Илустроване теме су се често састоје од легендарних историјских жена које су сматране хероинама, као и жена које су сматране лукавим, заводљивим и манипулативним. Сврха теме „Моћ жена“ била је да покаже да чак ни најјачи и најмудрији мушкарци нису отпорни на сексуалност жена.

#### Велика моћ жена
- Уста истине: Жена клечи испред римског цара и ставља руку у уста статуе лава док гомила посматра у позадини.[10]
- Човеков пад: У првом плану Ева стоји лево од дрвета познања добра и зла, око којег је омотана змија, и предаје јабуку Адаму, који седи десно од дрвета. У позадини десно, анђео тера Адама и Еву из раја.
- Самсон и Далила: Далила седи док Самсон лежи и спава у њеном крилу. Једном руком држи његову косу и сече је ножем.[11]
- Соломоново идолопоклонство: Краљ Соломон клечи испред идола Молоха у централном предњем плану док га једна од његових љубавница и гомила мушкараца посматрају с леђа.[12]
- Ирод и Иродијада: Ирод и Иродијада седе за столом док им прилази ћерка Саломија држећи плочу на којој је глава Светог Јована Крститеља.[13]
- Песник Вергилије обешен у корпи: Вергилије је приказан насукан у корпи обешеној на ивици торња на градском тргу, а испод њега руга се гомила.

#### Мала моћ жена
- Човеков пад: У првом плану, Адам и Ева су око дрвета познања добра и зла, са змијом омотаном око дебла и држи јабуку. У позадини, анђео тера Адама и Еву из раја.[14]
- Џејл убија Сисеру: У првом плану, Џејл забија клин за шатор у Сисерино уво док лежи на земљи. У средини десно, Џејл указује на сцену у првом плану групи наоружаних Израелаца. У позадини са леве стране, Сисера пије из пехара који му је дала Џејла.[15]
- Соломоново идолопоклонство: Исто као и дрворез веће величине. Краљ Соломон клечи испред идола Молоха у средишњем предњем плану док га једна од његових љубавница и гомила мушкараца посматрају с леђа.
- Језавеља обећава Навутејеве винограде краљу Ахаву: Језавеља стоји поред свог мужа, краља Израела Ахаба, који лежи на свом кревету у својој соби.[16]
- Ирод и Иродијада: У првом плану Саломија држи плочу на којој је глава светог Јована Крститеља испред Ирода и Иродијаде, који седе за столом. Кроз прозор на задњем зиду види се како је свети Јован Крститељ посечен.

## Збирке
Данас се Лукасова дела чувају у сталним колекцијама неколико институција широм света, укључујући Метрополитен музеј уметности, Музеј лепих уметности Бостон, Британски музеј, Музеј уметности Универзитета Принстон, Музеј Боијманс Ван Беунинген, Филаделфијски музеј уметности, Музеј уметности Фралин, Бруклин Музеј, Музеј Асхмолеан, Институт уметности у Детроиту, Музеј Новог Зеланда Те Папа Тонгарева, Музеј уметности Ворцестер, Институт за уметност Кларк, Музеј уметности Универзитета у Мичигену, и Музеј Тисен-Борнемиса.

## Галерија

### Слике
- Мадона са дететом
- Исцељење слепца из Јерихона
- Карташи
- Мадона са дететом
- Игра шаха
- Потифарова жена показује Јосифову одећу

### Гравуре
- Крштење Христово
- Вирглије обешен у корпи
- Пад
- Човеков пад
- Самсон и Далила